# Mesocetus
Mesocetus — вимерлий рід вусатих китів з міоцену Європи (Антверпен, Бельгія та Балкани).

## Опис
Mesocetus подібний до інших транатоцетидів тим, що має ростральні кістки, які перекривають лобові та контактують з тім'яними кістками, носові кістки, що розділяють верхньощелепні кістки на вершині, дорсовентрально зігнутий потиличний щиток з більш горизонтальною передньою частиною та ін.

## Види
- Mesocetus agrami Van Beneden, 1886
- Mesocetus aquitanicus Flot, 1896
- Mesocetus hungaricus Kadic, 1907
- Mesocetus longirostris van Beneden, 1880
- Mesocetus pinguis van Beneden, 1880
- Mesocetus siphunculus Cope, 1895
- Mesocetus latifrons von Beneden, 1880
- Mesocetus schweinfurthi Fraas 1904a
- Mesocetus argillarius Roth, 1978